# Martin Aliaga
Martin Aliaga (født 30 april 1971) er en svensk filmskuespiller.

## Filmografi
- 2009 – Johan Falk - Leo Gaut
- 2008 – I skuggan av värmen
- 2007 – Gangster
- 2005 - Blodsbröder
- 2003 – Överallt och ingenstans
- 2001 – Beck - Hämndens pris
- 2001 – Festival
- 1998 – Längtans blåa blomma (TV-serie)
- 1998 – Kvinnan i det låsta rummet (TV-serie)
- 1997 – Sairaan kaunis maailma
- 1996 – Anna Holt - polis (TV-serie)
- 1995 – Svarta skallar och vita nätter(TV-serie)